# Concerts du nouvel an 1940 à Vienne
Les deux concerts du nouvel an 1940 de l'orchestre philharmonique de Vienne, qui ont lieu les 30 et 31 décembre 1939, sont les tout premiers concerts du nouvel an donnés au Musikverein, à Vienne, en Autriche. Ils sont dirigés par le chef d'orchestre autrichien Clemens Krauss.
Ils sont programmés en tant que concerts extraordinaires. Ils ne relèvent pas encore de la tradition du concert du nouvel an, qui commencera l'année suivante. Johan Strauss II y est le compositeur principal au programme dont une pièce coécrite avec son frère Josef.

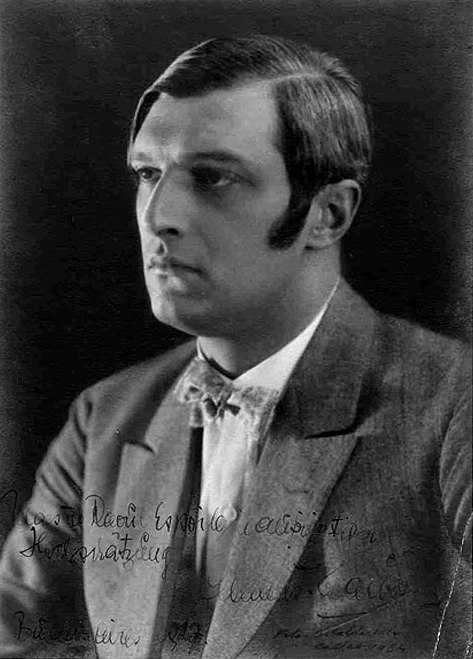
Le chef Clemens Kraus

## Programme (identique aux deux concerts)
1. Johann Strauss II : Morgenblätter, valse op.279
2. Johann Strauss II : Annen-Polka, polka, op. 117
3. Johann Strauss II : csárdás du Chevalier Pásmán, op. 441
4. Johann Strauss II : Kaiserwalzer, valse, op. 437
5. Johann Strauss II : Leichtes Blut, polka rapide, op. 319
6. Johann Strauss II : Marche égyptienne, marche, op. 335
7. Johann Strauss II : Histoires de la forêt viennoise, valse, op. 325
8. Johann Strauss II et Josef Strauss : Pizzicato-Polka, polka
9. Johann Strauss II : Perpetuum mobile. Ein musikalischer Scherz, scherzo, op. 257
10. Johann Strauss II : ouverture de l'opérette La Chauve-Souris

Le compositeur joué
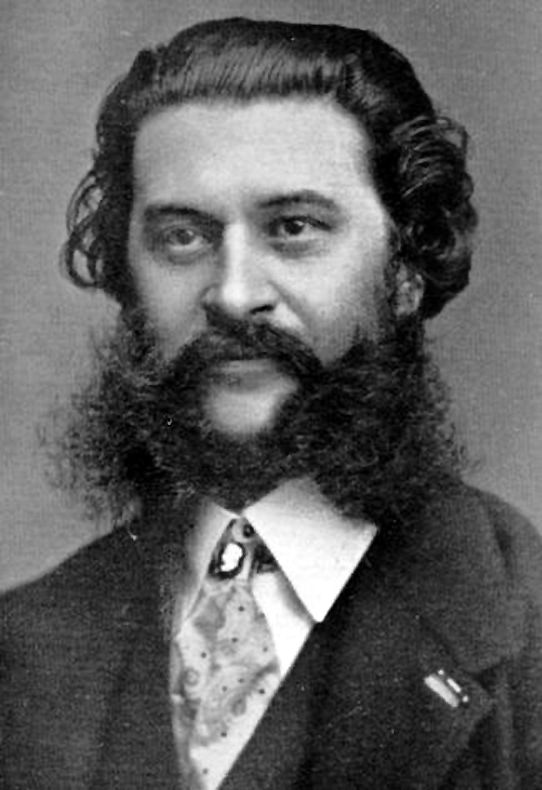
Johann Strauss (fils)